# PES1
PES1‏ (Pescadillo ribosomal biogenesis factor 1) هوَ بروتين يُشَفر بواسطة جين PES1 في الإنسان.